# Kvinnohöjden
Kvinnohöjden är en feministisk kurs- och gästgård. Kvinnohöjden är ett av få ställen i Sverige för endast kvinnor. (Pojkar upp till 10 år på vissa veckor). Kvinnohöjden ligger på Storsundsgården i Dalarna, mellan Borlänge och Falun, nära sjön Runn. Kvinnohöjden har kurser framförallt på sommaren i bland annat självförsvar, feministisk teori, husarbete, naturkurser och mycket mer. Kvinnohöjden drivs av den ideella föreningen Kvinnohögskolegruppen, och alla hjälps åt med praktiskt arbete som exempelvis matlagning och städning.